# ماتيو كيوفاني
ماتيو كيوفاني (بالإيطالية: Matteo Ciofani) (26 فبراير 1988 بأفيتسانو في إيطاليا - ) هو لاعب كرة قدم إيطالي في مركز الظهير. لعب مع نادي أسكولي ونادي بيسكارا ونادي ترنانا ونادي فروسينوني وRenato Curi Angolana ‏ وUS Bitonto ‏.

## وصلات خارجية
- ماتيو كيوفاني على موقع قاعدة بيانات كرة القدم.إي يو (الإنجليزية)
- ماتيو كيوفاني على موقع Soccerway.com (الإنجليزية)
- ماتيو كيوفاني على موقع عالم كرة القدم.نت (الإنجليزية)
- ماتيو كيوفاني على موقع AS.com (الإسبانية)
- ماتيو كيوفاني على موقع GSA (الإنجليزية)